# Desmodium rhombifolium
Desmodium rhombifolium är en ärtväxtart som beskrevs av Dc. Desmodium rhombifolium ingår i släktet Desmodium och familjen ärtväxter. Inga underarter finns listade i Catalogue of Life.